# Coelioxys pilivalva
Coelioxys pilivalva är en biart som beskrevs av Heinrich Friese 1922. Coelioxys pilivalva ingår i släktet kägelbin, och familjen buksamlarbin. Inga underarter finns listade i Catalogue of Life.